# Ericeia spilophracta
Ericeia spilophracta är en fjärilsart som beskrevs av Turner 1933. Ericeia spilophracta ingår i släktet Ericeia och familjen nattflyn. Inga underarter finns listade i Catalogue of Life.